# Dysonia minensis
Dysonia minensis är en insektsart som beskrevs av Piza Jr. och Wiendl 1967. Dysonia minensis ingår i släktet Dysonia och familjen vårtbitare. Inga underarter finns listade i Catalogue of Life.